# 파라노이드 안드로이드 (소프트웨어)

파라노이드 안드로이드(Paranoid Android)는 안드로이드 모바일 플랫폼 기반의 스마트폰 및 태블릿 컴퓨터용 오픈 소스 운영 체제이다.
2015년 9월, PC 어드바이저는 사이애노젠모드와 더불어 가장 유명한 ROM으로 칭했으며, 디 이코노믹 타임스는 200,000명 이상의 사용자를 자랑하는, 세계에서 2번째로 큰 커스텀 안드로이드 ROM이라 이야기했다.

## 역사
파라노이드 안드로이드는 Paul Henschel이 설립하였다.
2015년 2월, 원플러스는 파라노이드 안드로이드 팀의 주요 인물을 고용하여 새로운 옥시즌OS의 작업에 착수하였다. 이로 인해 파라노이드 안드로이드 5.1 빌드의 출시가 지연되었다.
2015년 10월, 팀 구성원 매트 플래밍(Matt Flaming)은 안드로이드 전문가에게 이 프로젝트가 잠정 중단될 것이라고 말했다. 2016년 6월, 파라노이드 안드로이드 팀은 새로운 팀 구성원들과 함께 복귀했다고 발표하였다. 이는 5월 보안 패치가 포함된 안드로이드 6.0.1 마시멜로 기반의 새로운 버전의 파나로이드 안드로이드의 출시와 일치하며 새로운 커스텀 기능이 포함되어 있다. 2016년 6월 8일, 파라노이드 안드로이드는 넥서스 6P, 넥서스 6, 넥서스 5, 넥서스 5, 넥서스 4, 넥서스 7 2013, 넥서스 9, 원플러스 원, 원플러스 2, 원플러스 X를 지원하였다.
2017년 5월 31일, 이 팀은 누가(Nougat) 느낌의 파라노이드 안드로이드를 출시했다고 발표하였다. 이 버전은 안드로이드 7.1.2 누가에 기반을 두고 있으며 파이 컨트롤의 대부분의 저명한 기능이 포함되어 있다. 지원되는 장치에는 원플러스 3, 3T, 넥서스 5X, 넥서스 6P, 픽셀, 픽셀 XL을 포함한다.
2018년 7월 27일, 이 팀은 오레오(Oreo) 느낌의 파라노이드 안드로이드를 출시했다고 발표하였다. 이 버전은 안드로이드 8.1.0 오레오에 기반을 두고 있다.

## 기능
디 이코노믹 타임스에 따르면 파라노이드 안드로이드의 두 가지 눈에 띄는 기능으로는 헤일로(Halo)와 파이(Pie)가 있다. 헤일로는 사용자가 현재의 화면을 떠나지 않고도 알림을 볼 수 있게 하는 떠오르는 거품이며 파이는 온스크린 탐색 버튼을 치환한 것으로서 사용자들이 모서리에서 스와이프 인을 하여 버튼을 볼 수 있게 한다.

## 지원 장치 목록
다음은 파라노이드 안드로이드가 지원하는 장치 목록이다:
| 제조업체   | 모델                       | 코드 이름      | PA 버전 |
| ---------- | -------------------------- | -------------- | ------- |
| 화웨이     | Nexus 6P                   | Angler         | 7.3.0   |
| 소니       | Xperia Z3 Compact          | Aries          | 6.0.3   |
| 원플러스   | One                        | Bacon          | 7.3.0   |
| LG그룹     | Nexus 5X                   | Bullhead       | 7.3.0   |
| 소니       | Xperia Z2 Tab LTE          | Castor         | 6.0.3   |
| 소니       | Xperia Z2 Tab WiFi         | Castor_windy   | 6.0.3   |
| 에이수스   | Nexus 7 2013 (4G)          | Deb            | 5.0     |
| 구글       | Pixel C                    | Dragon         | 6.0.3   |
| Oppo       | Find5                      | Find5          | 4.6     |
| Oppo       | Find7a                     | Find7          | 5.0     |
| Oppo       | Find7s                     | Find7          | 5.0     |
| 에이수스   | Nexus 7 2013 WiFi          | Flo            | 6.0.3   |
| HTC (기업) | Nexus 9                    | Flounder       | 6.0.3   |
| 에이수스   | Nexus 7 2012 Wifi          | Grouper        | 5.1     |
| LG그룹     | Nexus 5                    | Hammerhead     | 7.3.0   |
| 소니       | Xperia Z3                  | Leo            | 6.0.3   |
| 삼성그룹   | Galaxy Nexus               | Maguro         | 4.6     |
| LG그룹     | Nexus 4                    | Mako           | 6.0.3   |
| 삼성그룹   | Nexus 10                   | Manta          | 5.0     |
| 구글       | Pixel XL                   | Marlin         | 7.3.0   |
| Oppo       | N1                         | N1             | 4.1     |
| 원플러스   | 2                          | Oneplus2       | 6.0.2   |
| 원플러스   | 3/3T                       | Oneplus3       | 7.3.0   |
| 원플러스   | X                          | Onyx           | 7.3.0   |
| 구글       | Pixel                      | Sailfish       | 7.3.0   |
| 소니       | Xperia Z3 Tab Compact      | Scorpion       | 6.0.3   |
| 소니       | Xperia Z3 Tab Compact Wifi | Scorpion_windy | 6.0.3   |
| 모토로라   | Nexus 6                    | Shamu          | 6.0.3   |
| 소니       | Xperia Z2                  | Sirius         | 6.0.3   |
| 에이수스   | Nexus 7 2012 3G            | Tilapia        | 4.6     |
| 삼성그룹   | Galaxy Nexus (Verizon)     | Toro           | 4.6     |
| 삼성그룹   | Galaxy Nexus (Sprint)      | ToroPlus       | 4.6     |
| 샤오미     | Mi 5                       | Gemini         | 7.3.0   |

## 같이 보기
- 커스텀 안드로이드 배포판 목록[10]

## 추가 문헌
- Interview with Alex Naidis from AOSPA: The Future of Paranoid Android, Developer Advice and More! 보관됨 2018-08-18 - 웨이백 머신